# فرودگاه اسپنسر
فرودگاه اسپنسر (به انگلیسی: Spencer Airport) یک فرودگاه همگانی با کد یاتا 60M است که یک باند فرود آسفالت دارد و طول باند آن ۵۹۴ متر است. این فرودگاه در کشور ایالات متحده آمریکا قرار دارد و در ارتفاع ۳۱۷ متری از سطح دریا واقع شده است.